# 約克公爵島
約克公爵島是智利的島嶼，位於佩納斯灣以南的太平洋海域，由麥哲倫-智利南極大區負責管轄，長20英里、寬15英里，面積522平方公里，海岸線長度320公里，最高點海拔高度853米。